# Slag bij Berryville
De Slag bij Berryville vond plaats op 3 september en 4 september 1864 in Clarke County, Virginia als deel van de veldtochten in de Shenandoahvallei van 1864 tijdens de Amerikaanse Burgeroorlog.
Nadat de Noordelijke generaal-majoor Philip Sheridan op 29 augustus Smithfield Summit had ingenomen, zette hij zijn opmars verder naar Berryville, Virginia met 50.000 soldaten van het Army of the Shenandoah. Tegelijkertijd stuurde de Zuidelijke luitenant-generaal Jubal A. Early de divisie van generaal-majoor Joseph B. Kershaw van Winchester naar Berryville. Rond 17.00u viel Kershaw kolonel Joseph Thoburns divisie van het VIII Corps aan toen ze hun tenten aan het opzetten waren. Thoburns linkerflank stortte in elkaar voor de rest van het korps te hulp kon snellen. Het invallen van de duisternis echter maakte een einde aan de gevechten. Toen Early de volgende ochtend de versterkte Noordelijke slaglinie zag, trok hij zijn soldaten terug achter Opequon Creek.